# Цілинне (Аркалицька міська адміністрація)
Ціли́нне (каз. Целинное) — село у складі Аркалицької міської адміністрації Костанайської області Казахстану. Адміністративний центр та єдиний населений пункт Цілинної сільської адміністрації.
У радянські часи село називалось Совхоз Цілинний.
Населення — 260 осіб (2021; 315 у 2009, 606 у 1999, 974 у 1989).